# Robert Bly
Pour les articles homonymes, voir Bly.
Robert Bly, né le 23 décembre 1926 dans le comté de Lac qui Parle (Minnesota), et mort le 21 novembre 2021 à Minneapolis, est un écrivain, poète, traducteur, éditeur et militant du mouvement mythopoétique américain. Il fut le premier Poète lauréat du Minnesota.

## Biographie
Né le 23 décembre 1926 à Madison dans l'ouest du Minnesota, Robert Bly grandit au sein d'une communauté d'immigrants norvégiens pratiquant l'agriculture. Après ses études secondaires, en 1944 il entre dans la Navy. En 1946, il est démobilisé et s'inscrit au Saint Olaf College à Northfield dans le Minnesota.
Robert Bly reste dans cette région, avec son épouse et ses trois enfants, vivant en fermier, tout en menant des activités de traducteur, d’éditeur, et surtout d’écrivain. Un écrivain poète d’abord, inspiré par les paysages américains, et passionné par les contes et la mythologie. Il s’engage aussi, prenant position contre la guerre du Viêt Nam, et plus tard contre celle du Golfe[réf. souhaitée].
Intéressé par le travail de Joseph Campbell à partir de 1975, il s’implique à partir de 1980 dans le « Men’s Movement », naissant, animant des conférences, participe à des rassemblements du groupe « mythopoétiques ». Un article de Keith Thompson intitulé What men really want (ce que les hommes veulent vraiment), paru en mai 1982 dans le magazine New Age fut particulièrement remarqué [source secondaire nécessaire]. En 1984, il fonde la Minnesota Men’s Conference (Conférence des Hommes du Minnesota), qui fonctionne encore en 2021  et qui a accueilli des interventions d'auteurs comme Michael Meade, Robert L. Moore, Orland Bishop, James Hillman, Aaron Kipnis, ou encore Lewis Hyde. Il apparait en 1989 aux côtés de Michael Meade dans On being a man, un documentaire produit par John Whitehead ,. Le 8 janvier 1990 fut diffusé sur la chaîne de télévision de service public PBS A gathering of men (un rassemblement d'homme), un entretien de 90 minutes entre Robert Bly et le journaliste Bill Moyers .
Cette activité culmine en 1990, avec la publication d’un essai, Iron John (Jean de Fer - son seul ouvrage traduit en français, sous le titre L’homme sauvage et l’enfant), qui connaît une diffusion internationale. Ce succès lui donne, sans qu’il l’ait recherchée, une image de leader[réf. nécessaire]. Des groupes inspirés par son propos se multiplient aux États-Unis, puis dans la plupart des pays développés, et certains s'enracinent durablement comme le Mankind Project.
En 1996, il publie The Sibling Society (La société des frères et sœurs), où il stigmatise le comportement d’éternels adolescents des adultes contemporains, l’expliquant par l’absence de figures parentales affirmées. En 1998, The Maiden King (Le roi vierge) écrit avec Marion Woodman, explore le processus du développement du masculin et du féminin chez l’homme, à partir de contes russes.
Sa fille Mary Bly, professeur de littérature à l'Université Fordham, écrit des romances historiques à succès sous le nom d'Eloisa James.
Robert Bly passe ses dernières années dans une ferme dans le Minnesota en compagnie de son épouse et de leurs trois enfants.

## Carrière
Son tout premier recueil de poèmes fut publié en 1962 "Silence in the Snowy Fields". Son style largement imagé et métaphorique eut une influence considérable sur le vers américain jusqu'aux années 1980. L'année suivante, il publia A Wrong Turning in American Poetry, un essai dans lequel il minore l'importance de divers auteurs tels Eliot, Ezra Pound, Marianne Moore ou William Carlos Williams qu'il oppose à des écrivains comme Pablo Neruda, Cesar Vallejo, Juan Ramon Jimenez, Antonio Machado et Rainer Maria Rilke.
Durant les années soixante, il se positionna en faveur des poètes bengali de la génération en colère (Hungryalists) qui firent face à la tentative d'indianisation de leur culture, à Calcutta.
En 1966, Bly cofonde l'association des auteurs américain opposés à la guerre du Viêt Nam (American Writers Against the Vietnam War) qu'il dirigera et en sera la figure de proue pendant de nombreuses années. En 1968 il signe la pétition en faveur d'une taxe de protestation sur la guerre (Writers and Editors War Tax Protest) prévoyant de refuser de verser ses impôts en signe de protestation contre la guerre. Quand il gagna le National Book Award pour The Light Around the Body, il légua le montant du prix à cette résistance.
Durant les années 1970, il publia quelque onze ouvrages dans différents genres : poésie, essais, traductions, mythanalyse, littérature amérindienne, spiritualité, conte, etc. Dans les années 1980, il écrivit quatre livres : Loving a Woman in Two Worlds, The Winged Life: Selected Poems and Prose of Thoreau, The Man in the Black Coat Turns et A Little Book on the Human Shadow.
Parmi ses œuvres les plus célèbres mentionnons L'homme sauvage et l'enfant (Iron John: A Book About Men), un succès international traduit dans de nombreuses langues. Ce livre est également connu pour être à la base du mouvement masculin de mythopoésie (Mythopoetic men's movement) aux États-Unis.
Bly dirige régulièrement des ateliers pour les hommes en compagnie de James Hillman, Michael J. Meade et d'autres, ainsi que des ateliers pour femmes avec Marion Woodman. Il donne des conférences à la réunion annuelle de la Grande Mère (Great Mother Conference) depuis 1975. Il entretient une correspondance amicale avec Clarissa Pinkola Estés, son double féminin, auteur d'un autre bestseller : Femmes qui courent avec les loups.
Robert Bly est aussi un traducteur et grand amateur de la poésie de Djalâl ad-Dîn Rûmî, le grand poète Persan qui a inspiré le Soufisme ,.

## Œuvres

### Recueils de poèmes
- An Evening with Marion Woodman & Robert Bly on The Maiden King, Audio CD, Better Listen 2021
- Like the New Moon I Will Live My Life, éd. White Pine Press, 2015,
- Stealing Sugar from the Castle: Selected and New Poems, 1950--2013, éd. W. W. Norton Company, 2013
- Talking into the Ear of a Donkey: Poems, éd. W. W. Norton & Company, 2011,
- Reaching Out to the World: New & Selected Prose Poems, éd. White Pine Press, 2009,
- Turkish Pears in August: Twenty-Four Ramages, éd. Eastern Washington University, 2007,
- The Urge to Travel Long Distances, éd. Eastern Washington University Press, 2005,
- My Sentence Was a Thousand Years of Joy, éd. HarperCollins, 2005,
- Surprised by Evening,  éd. RealNewMusic, 2005,
- The Insanity of Empire: A Book of Poems Against the Iraq War, éd. Ally Press, 2004,
- The Night Abraham Called to the Stars, éd. Harper Perennial, 2001,
- Eating the Honey of Words: New and Selected Poems, éd. Harper Perennial,1999,
- Snowbanks North of the House (1999,
- Morning Poems, éd. Harper Perennial, 1997,
- Jumping Out of Bed, éd. White Pine Press, 1995,
- Meditations on the Insatiable Soul, éd. Harper Perennial,1994,
- What Have I Ever Lost by Dying?: Collected Prose Poems, éd. Random House Value Publishing, 1992,
- Poems of Rumi, enregistrements audio de Robert Bly et Coleman Barks, ed. Phoenix Books, 1989, Audible 2016,
- Old Man Rubbing His Eyes, éd. Ally Press, 1988,
- Loving a Woman in Two Worlds, éd. Harper Perennial, 1985,
- Selected Poems,  éd. Harper Perennial, 1986,
- Mirabai Versions (1984,
- The Man in the Black Coat Turns, éd. Harper Perennial,1983,
- This Tree Will Be Here for a Thousand Years, éd. HarperCollins Publishers, 1979,
- This Body is Made of Camphor and Gopherwood, éd. HarperCollins, 1977,
- The Morning Glory: Prose Poems, éd. HarperColiins, 1975,
- Old Man Rubbing His Eyes (1974,
- Sleepers Joining Hands, éd. HarperCollins Publishers, 1973,
- The Sea and the Honeycomb: A book of tiny poems, éd. Beacon Press, 1971,
- The Teeth-Mother Naked at Last, éd. City Lights, 1970
- The Light Around the Body, éd. Harper & Row, 1967,
- The Lion's Tail and Eyes (1962)
- Silence in the Snowy Fields (1962

### Essais, carnets et correspondance
- Remembering James Wright (2005,
- Airmail: The Letters of Robert Bly and Tomas Tranströmer, éd. Graywolf Press, 2001,
- The Maiden King : The Reunion of Masculine and Feminine, co-écrit avec Marion Woodman, éd. Owl Books, 1998,
- The Sibling Society, éd. Addison-Wesley, 1996,
- The Spirit Boy and the Insatiable Soul (1994,
- Angels of Pompeii, éd. DIANE Publishing Company, 1991,
- A Little Book on the Human Shadow, éd. Harper, 1988,
- Iron John: A Book About Men, éd. Da Capo Press, 1984[17],
- Eight Stages of Translation, éd. Rowan Tree Press 1983,
- Talking All Morning, éd. University of Michigan Press, 1980,
- American Poetry: Wildness and Domesticity, éd. HarperCollins, 1980,
- Leaping Poetry: An Idea with Poems and Translations, éd.  Beacon, 1975.

### Anthologies
- The Winged Energy of Delight: Selected Translations, éd. Harper Perennial, 2005,
- The Best American Poetry, éd. Scribner, 1999,
- The Soul Is Here for Its Own Joy: Sacred Poems from Many Cultures, éd. Ecco Press, 1995,
- The Darkness Around Us Is Deep: Selected Poems of William Stafford (1993)
- The Rag and Bone Shop of the Heart: Poems for Men, co-édité avec James Hillman et Michael Meade, éd. Harper Perennial, 1992,
- News of the Universe: Poems of Twofold Consciousness, éd.  Sierra Club Books, 1980,
- A Poetry Reading Against the Vietnam War (1967)

### Œuvres traduites en français
- L’homme sauvage et l’enfant, Seuil, 1992 (traduction française de Iron John)
- La nuit où Abraham appela les étoiles, suivi de Mon verdict fut mille ans de joie, éd. Le Réalgar, 2022 (traduction de Christian Garcin)

## Prix et distinctions
- 1956 : bourse Fullbright[réf. souhaitée]
- 1964 : bourse de la fondation Guggenheim[18]
- 1968 : National Book Award[19]
- 1972 : bourse de la fondation Guggenheim[18]